# Mareks Mejeris
Mareks Mejeris est un joueur de basket-ball letton né le 2 septembre 1991 à Liepāja. Mejeris mesure 2,07 m et évolue aux postes d'ailier, d'ailier fort et de pivot.

## Carrière
Mejeris est formé au BK Liepājas.
Lors de la saison 2010-2011 avec BK Liepājas, en moyenne, il marque 11,9 points et prend 5,8 rebonds en 23,17 minutes de jeu. À la fin de la saison, Mejeris rejoint le CB Clavijo, club de Logroño qui évolue en LEB Oro, la deuxième division espagnole.
En juillet 2011, Mejeris participe au championnat d'Europe des 20 ans et moins en Espagne. La Lettonie est battue en quart-de-finale par l'Espagne, futur vainqueur de la compétition. Mejeris termine le championnat avec des moyennes de 10,4 points et 6,1 rebonds.
Profitant de blessures des seniors, Mejeris et Meiers sont appelés en équipe senior en septembre 2011 pour participer au championnat d’Europe de basket-ball 2011 avec la Lettonie. L'équipe finit à la dernière place. En moyenne par rencontre, il joue 9 minutes, marque 0 point et prend 2,3 rebonds.
Après une bonne saison 2012-2013 avec Clavijo (9,3 points et 5,5 rebonds par rencontre), Mejeris signe, en août 2013, un contrat avec le Baloncesto Fuenlabrada, club de première division espagnole. Il est prêté par le club en février 2014 au CB Atapuerca « Ford Burgos », club de seconde division qui remporte le titre et accède à la première division.
En juillet 2014, il rejoint le VEF Rīga.
En juin 2016, il signe à l'Élan sportif chalonnais mais quitte le club en décembre 2016. Il est remplacé par Zeke Marshall. Il retourne ensuite au VEF Riga le 14 décembre 2016.